# Ute Schmidt (Schauspielerin)
Ute Schmidt (* 1958 in Karl-Marx-Stadt) ist eine deutsche Schauspielerin.

## Leben
Ute Schmidt wuchs in Berlin auf und besuchte nach dem Abitur bis 1980 die Staatliche Schauspielschule Berlin. Ihr erstes Engagement hatte sie am Landestheater Eisenach, dem sie bis zu ihrer Kündigung, wegen Aufgabe des Sprechtheaters 1992, angehörte.  Gastverträge führten sie anschließend an die Theater in Erfurt, Marburg, Gießen, Berlin und Schwäbisch Hall. Seit 1995 ist sie am Theater Rudolstadt fest angestellt.

## Theater
- 1973: Wsewolod Wischnewski: Optimistische Tragödie (Kommissarin) – Regie: Hella Len (Arbeitertheater „Maxim Gorki“ Berlin)
- 1978: Jürgen Groß: Match – Regie: ? (Maxim-Gorki-Theater Berlin – Studiobühne)
- 1979: Erich Weinert - Abend: Ja, dreht euch rum! Der Plumpsack geht um! – Regie: Alexander Wikarski  (Das Ei Berlin)
- 1980: Georg Büchner: Woyzeck (Marie) – Regie: Peter Schroth/Peter Kleinert (Theater im Palast Berlin)
- 1992: Georg Büchner: Woyzeck (Marie) – Regie: Ulrich Greiff (Landestheater Eisenach)
- 2011: Friedrich Dürrenmatt: Der Besuch der alten Dame (Bürgerin/ Frau Ill/Hermine/Boby) – Regie: Grażyna Kania  (Theater Rudolstadt)
- 2015: Michael Frayn : Der nackte Wahnsinn (Dotty Otley) – Regie: Carl-Hermann Risse (Theater Rudolstadt)
- 2015: Johann Wolfgang von Goethe: Faust. Eine Tragödie (Engel / Kellnerin / Hexe / Böser Geist)  – Regie: Steffen Mensching/Michael Kliefert (Theater Rudolstadt)

## Filmografie
- 1986: Hilde, das Dienstmädchen
- 1986: Startfieber

## Auszeichnungen
- 1980: Kritikerpreis der Berliner Zeitung als beste Nachwuchsdarstellerin für die Marie in Woyzeck im Theater im Palast Berlin.[2]